# Bhimfedi
Bhimfedi (en nepalés, Nepal Bhasa: भीमफेदी) es una localidad nepalí situada en el distrito de Makwanpur de la zona de Narayani. Administrativamente es un Comité de Desarrollo de Villa (VDC) y es conocido por su bajar (mercado).

## Etimología
La palabra "Bhimfedi" proviene de la palabra en sánscrito "Bhim" (un personaje del Majabhárata) y la palabra nepalí "fedi", que significa base de una colina. De acuerdo con las creencias locales, los Pandavas de Mahabharat se habían quedado en los bosques de Bhimfedi durante su exilio. Por lo tanto, el lugar fue llamado Bhimfedi.

## Historia
Antes de la construcción de carreteras, las mercancías provenientes desde India eran llevadas al valle de Katmandú por este lugar. Los vehículos de motor que arribaron a Nepal fueron llevados por personas a través de este VDC.
El VDC sirvió como sede del distrito de Makwanpur antes de que la sede fuera trasladada a Hetauda. El mercado del VDC se vio muy afectado después que la sede se mudó a Hetaunda.

## Geografía
Bhimfedi está situado al sur de Katmandú valle en el distrito de Makwanpur de Narayani zona Nepal. El VDC está delimitada por-
- Norte: Daman VDC, Markhu VDC, Kulekhani VDC
- Sur: Nibuwatar VDC, Budhichaur VDC
- Este: Sisneri Mahadevsthan VDC, Kogate VDC
- Oeste: Namtar VDC, Bhaise VDC

## Demografía
De acuerdo con el censo del año 2001 de Nepal, había 1.107 hogares en Bhimfedi y 5742 (49% hombres, 51% mujeres) personas La población principal en el mercado son Newar s. Hay habitantes de etnias Tamang y Khas en su zona.

## Transporte
Las carreteras principales que conectan a Bhimfedi son:
- Hetaunda-Bhimfedi carretera (23 km)[2]
- Bhimfedi-Kulekhani-Fakhel-Kathmandu (53 km)[2]
- Bhainse-Bhimfedi-Chitlang-Thankot Road (Ganesh Man Singh Road)[3]